# Englands U/16-fodboldlandshold
Englands U/16-fodboldlandshold er Englands landshold for fodboldspillere, som er under 16 år og administreres af The Football Association] (FA).